# آواز پیامبر
رمان آواز پیامبر در ژانر ادبیات ویران‌شهری توسط نویسنده ایرلندی پل لینچ نوشته و توسط انتشارات وان‌وُرلد در سال ۲۰۲۳ منتشر شد. این اثر داستان مبارزات خانواده اسنتک را به تصویر می‌کشد. در داستان، ایلیش اسنتک، مادر چهار فرزند، در حالی که جمهوری ایرلند به سوی تمامیت‌خواهی پیش می‌رود، سعی می‌کند خانواده‌اش را نجات دهد.
این رمان برندهٔ جایزه بوکر ۲۰۲۳ شد و پرفروش‌ترین کتاب سال ۲۰۲۳ در ایرلند بود. الهام‌بخش اصلی نویسنده برای این اثر، بحران جنگ داخلی سوریه و بحران پناهندگان آن بوده است. وی همچنین از آثار هرمان هسه، نویسنده آلمانی، به عنوان الهام‌بخش برای نوشتن این رمان یاد کرده است.
در زمینهٔ داستان، در آینده‌ای نزدیک، حزب راست‌گرای اتحاد ملی قدرت جمهوری ایرلند را به دست می‌گیرد. لری اسنتک، معلمی که در دوبلین زندگی می‌کند، در یک اعتراض دستگیر می‌شود و ناپدید می‌شود. همسرش، ایلیش، باور دارد که رژیم نمی‌تواند برای مدت طولانی قدرت داشته باشد. پسرش، مارک، از نظامی شدن معاف می‌شود و به جای آن به جنگجویان شورشی می‌پیوندد. در یک حمله، پسر کوچک ایلیش، بیلی، زخمی می‌شود و ایلیش مجبور به جستجوی او در بیمارستان نظامی می‌شود. او پسرش را با وضعیت ناامیدکننده‌ای پیدا می‌کند. با اندوه، ایلیش با دو فرزندش به سوی دریا فرار می‌کند، به امید زندگی بهتر.